# Северный Неополь

Северный Неополь — река в России, протекает в Афанасьевском районе Кировской области. Устье реки находится в 31 км по левому берегу реки Неополь. Длина реки составляет 12 км.
Исток реки на Верхнекамской возвышенности в лесах в 23 км к северо-западу от посёлка Афанасьево. Река течёт на северо-восток, затем на юго-восток. Всё течение проходит по ненаселённому лесу. Впадает в Неополь около нежилой деревни Игнатьевская.

## Данные водного реестра
По данным государственного водного реестра России относится к Камскому бассейновому округу, водохозяйственный участок реки — Кама от истока до водомерного поста у села Бондюг, речной подбассейн реки — бассейны притоков Камы до впадения Белой. Речной бассейн реки — Кама.
По данным геоинформационной системы водохозяйственного районирования территории РФ, подготовленной Федеральным агентством водных ресурсов:
- Код водного объекта в государственном водном реестре — 10010100112111100000313
- Код по гидрологической изученности (ГИ) — 111100031
- Код бассейна — 10.01.01.001
- Номер тома по ГИ — 11
- Выпуск по ГИ — 1